# 1887년 황하 홍수
1887년 황하 홍수는 청나라 시대인 1887년 9월(광서 13년) 말에 시작되어 최소 930,000명의 사망자를 일으킨 홍수이다. 1855년 발생한 함풍 황하 제방 대붕괴로 황하 물길이 바뀐 후 일어난 가장 큰 홍수이다. 또한 중국에서 발생한 단일 홍수 중 가장 사망자가 많은 홍수로, 중국에서 발생한 자연재해 중 가장 큰 재해이다.

## 전개
수세기 동안 황하 근처에 사는 농부는 강바닥이 시간이 지나면서 퇴적되어 더 수위가 높아지는 강을 막기 위해 제방을 건설했다. 하지만 1887년에 며칠간의 폭우로 불어난 황하는 9월 28일경 제방을 넘어 대규모 홍수를 일으켰다. 홍수의 강도를 측정하는 국제적인 보편 척도가 없기 때문에 일반적으로 피해의 정도, 수심, 사상자 수로 분류된다.
홍수 당시 황하의 물은 허난성 정저우시 근처의 화위안커우에서 제방을 뚫고 지나간 것으로 알려져 있다. 이 지역 근처의 평야는 거의 저지대여서 홍수는 북중국 전역으로 매우 빠르게 확산되어, 추정치로 50,000 제곱마일 (130,000 km2)를 덮었고, 농업 정착지와 상업 중심지를 휩쓸었다. 허난성, 안쑤이성, 장쑤성 3개 성 지역이 홍수 피해를 입었으며 홍수 후에 2백만 명이 노숙자가 되었다. 그 결과 발생한 범유행과 기본적인 필수품의 부족은 홍수로 직접 사망한 사람들과 거의 같은 수의 생명을 앗아갔다. 이는 역사상 최악의 홍수 중 하나였지만, 나중에 발생한 1931년 양쯔-화이 홍수는 최대 4백만 명의 사망자를 냈다고 추정된다.
가장 높은 추정 사망자 수는 2백만명이다. 가장 낮은 추정 사망자 수는 90만명이다.

## 같이 보기
- 사망자수 순 중국의 자연재해 목록
- 중국의 홍수 목록
- 사망자수 순 자연재해 목록